# Robert Roode
Robert F. Roode, Jr. (né le 11 mai 1977 à Peterborough (Ontario)) est un catcheur (lutteur professionnel) canadien. Il travaille actuellement à la World Wrestling Entertainment, sous le nom de Robert Roode, en tant que producteur.
C'est un double TNA World Heavyweight Champion, dont son premier règne qui est le plus long de l'histoire de la compagnie avec 256 jours. Il est également connu pour avoir fait partie d'une des meilleurs équipe dans le monde du catch en remportant 5 fois le TNA World Tag Team Championship avec James Storm (Sous le nom de Beer Money, Inc.). Il a détenu ce même titre avec Austin Aries et deux fois le NWA World Tag Team Championship avec Eric Young pour un total de 8 titres par équipes dans toute sa carrière. Il a également remporté une fois le TNA King Of The Mountain Championship.
Il a également remporté le NXT Championship (une fois), le WWE United States Championship (une fois), les Raw Tag Team Championship (deux fois) avec Chad Gable & Dolph Ziggler et le WWE 24/7 Championship (une fois).

## Jeunesse
Roode est un fan de catch et notamment de Ric Flair et Curt Hennig. Il est membre de l'équipe de football canadien et de hockey sur glace de son lycée et envisage de devenir gardien de prison.

## Carrière

### Débuts et circuit indépendant (1998-2003)
Il s'entraîne pour la première fois dans une école de catch à Peterborough avec d'autres catcheurs comme Sean Morley et Shane Sewell. Il fait ses débuts en tant que catcheur en 1998. Il lutte principalement au Canada ainsi qu'à Porto Rico.
En 2003, il participe à des émissions de la World Wrestling Entertainment et lui propose un contrat. Roode refuse après que Scott D'Amore, un promoteur avec qui Roode a déjà travaillé, lui propose de faire partie de son clan Team Canada à la Total Nonstop Action Wrestling.

### Total Nonstop Action Wrestling (2004-2016)

#### Team Canada (2004-2006)
Roode apparait à la Total Nonstop Action Wrestling (TNA) le 5 mai 2004 comme membre de la Team Canada, un clan de catcheurs canadiens. Ce jour-là, son équipe (Petey Williams, Johnny Devine et Eric Young) remportent un match face à Chris Sabin, Christopher Daniels, Elix Skipper et Jerry Lynn. La Team Canada participe à la World X Cup le 26 mai où il perd avec Johnny Devine un match par équipe face à la Team NWA (Christopher Daniels et Elix Skipper).

#### Beer Money, Inc. (2008-2011)

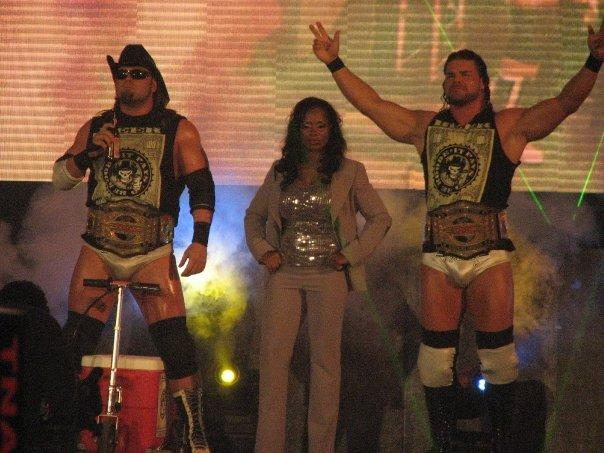
Beer Money, Inc. - Robert Roode, James Storm et Jacqueline Moore.

En mai 2008, lui et James Storm commence à faire souvent équipe, mais ne sont toujours pas une vraie équipe car Robert Roode commence à squatter le main event tandis que James Storm est up-carder mais traine dans des feuds bouches trous.
Le 10 août lors de Hard Justice, ils battent The Latin American Xchange (Hernandez et Homicide) et remportent les TNA World Tag Team Championship.
En décembre, ils perdent leurs titres face à l'équipe Lethal Consequence. Ils réussiront à les récupérer un mois plus tard, le 11 janvier 2009 à Genesis. Ils mettent en jeu leurs titres à LockDown face à la Team 3D qui elle, met en jeu ces IWGP World Tag Team Championship. Ils perdent leurs titres dans un Street Fight Match. 
Ils regagnent les titres par équipes le 21 juin lors de Slammiversary en battant la Team 3D, avant de les reperdre lors de Victory Road contre The Main Event Mafia (Booker T et Scott Steiner).
Ils effectuent un Tweener Turn lorsqu'ils affrontent sans succès la British Invasion pour le IWGP World Tag Team Championship à Hard Justice à la suite d'une intervention d'Eric Young.
Le 9 janvier 2011 lors de Genesis, ils battent The Motor City Machine Guns et remportent les TNA World Tag Team Championship pour la quatrième fois. Lors d'Impact Wrestling du 18 août, ils perdent leurs titres.

#### TNA World Heavyweight Champion etHeel Turn(2011-2012)

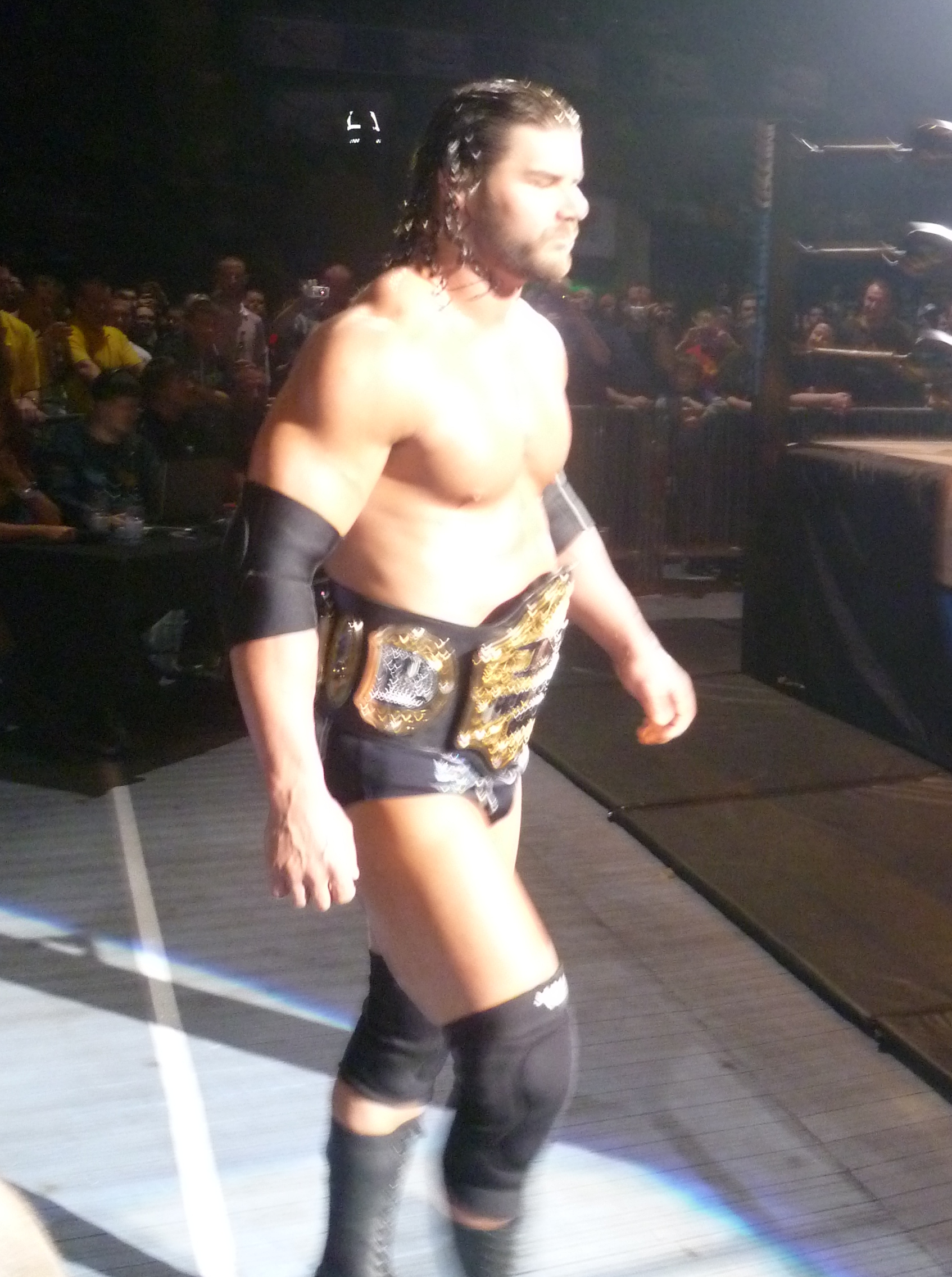
Bobby Roode, Champion de la TNA en 2012.

Lors d'Impact Wrestling du 3 novembre, il effectue un Heel Turn en battant James Storm en lui explosant une bouteille de bière dans la tête et devient ainsi TNA World Heavyweight Champion.
Lors de Turning Point, il conserve son titre contre A.J. Styles. Lors de Final Resolution, il conserve son titre dans IronMan Match de 30 minutes contre A.J. Styles à cause d'une égalité 3-3.
Le 6 janvier 2012 à Genesis, il conserve son titre par disqualification après avoir porté un Low blow sur l'arbitre, le show se termine avec Jeff Hardy portant sa Swanton Bomb sur ce-dernier. Lors de Against All Odds, il conserve son titre face à Bully Ray, James Storm et Jeff Hardy. Lors de Victory Road, il bat Sting dans un No Holds Barred Match et celui-ci met ainsi un terme à la carrière de Sting à la TNA à la suite de cette défaite. Lors de Lockdown, il conserve son titre contre James Storm dans un Lockdown Cage Match, Storm l'ayant expulsé de la cage avec son Last Call ce qui le fait gagner. Lors de Sacrifice, il bat Rob Van Dam dans un Ladder Match et conserve son titre. Lors de Slammiversary, il bat Sting et conserve son titre.

#### Rivalité avec James Storm et Jeff Hardy (2012-2013)
Lors de Destination X, il perd son titre contre Austin Aries après 8 mois de règnes.
Lors de Hardcore Justice, il ne récupère pas le titre, battu par le même adversaire. Lors de Bound for Glory, il perd contre James Storm dans un Street Fight Special Guest Referee Match avec King Mo comme arbitre. Lors de Turning Point, il perd contre James Storm dans un Match Triple Menace pour être le Challenger n°1 au TNA World Heavyweight Championship qui comprenaient également A.J. Styles. Lors de Final Resolution, il perd contre Jeff Hardy et ne remporte pas le TNA World Heavyweight Championship.
Le 13 janvier 2013 lors de Genesis, il perd contre Jeff Hardy dans un Elimination Match qui comprenait également Austin Aries et ne remporte pas le TNA World Heavyweight Championship.

#### Alliance avec Austin Aries et TNA World Tag Team Champion (2013)

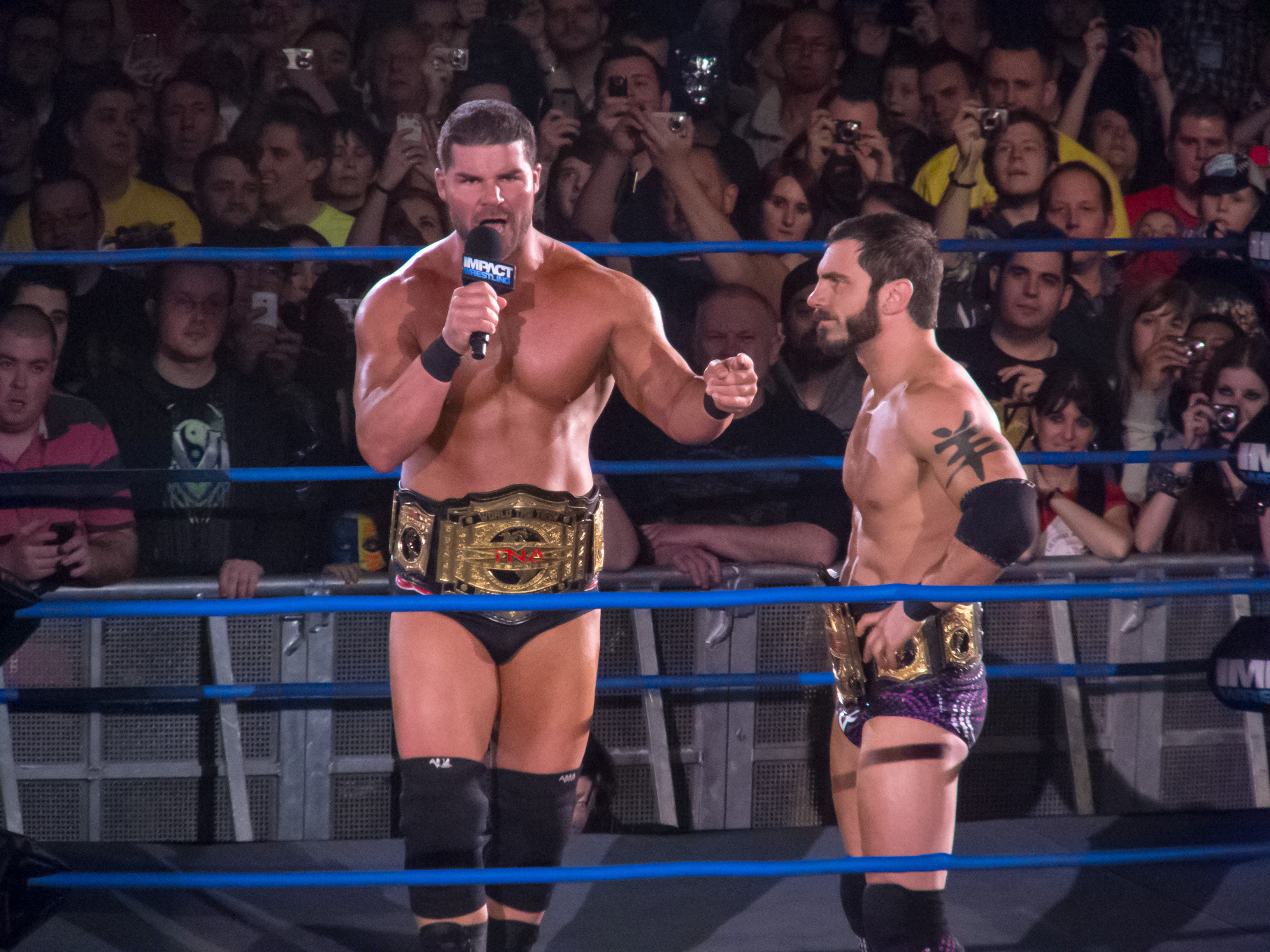
Bobby Roode et Austin Aries en tant que TNA World Tag Team Champions.

Le 7 février, lui et Austin Aries battent Chavo Guerrero et Hernandez et remportent les TNA World Tag Team Championship. Le 11 avril, ils perdent leurs titres face aux mêmes adversaires dans un Best Two Out Of Three Falls Match.
Lors de Slammiversary XI, ils perdent contre James Storm et Gunner dans un Fatal-Four Way Tag Team Match qui comprenaient également Chavo Guerrero, Jr et Shawn Hernandez et Bad Influence, et ne remportent pas les TNA World Tag Team Championship.

#### Retour en solo et Rivalités avec Kurt Angle et Bully Ray (2013-2014)
Lors de Bound for Glory, il bat Kurt Angle. Lors de Turning Point, il bat James Storm. À Final Resolution, il bat Kurt Angle dans un 2 out 3 falls match.
Le 23 janvier 2014 lors de Genesis, il perd contre Kurt Angle dans un Steel cage match. Lors de Lockdown, il perd avec son équipe contre l'équipe de MVP à cause de Bully Ray qui lui porte sa Powerbomb. Lors de Sacrifice, il bat Bully Ray dans un Tables Match. Lors de Kaisen: Outbreak à Tokyo au Japon, il perd contre le représentant de la Wrestle-1 (W-1) Masakatsu Funaki dans un match interpromotionnelle.

#### Face Turnet TNA World Heavyweight Champion (2014-2015)
Le 2 mai, il perd contre Eric Young pour le TNA World Heavyweight Championship et après le match il serre la main de Young, entamant un Face Turn.
Le 18 septembre (Diffusé à une date ultérieure), il bat Lashley et remporte le TNA World Heavyweight Championship pour la deuxième fois.
Le 7 janvier 2015, il perd le titre contre Lashley à la suite des interventions de MVP, Kenny King, et deux hommes masqués qui se sont révélés être Samoa Joe et Low Ki.

#### Reformation de Beer Money Inc, TNA World Tag Team Champion et départ (2016)

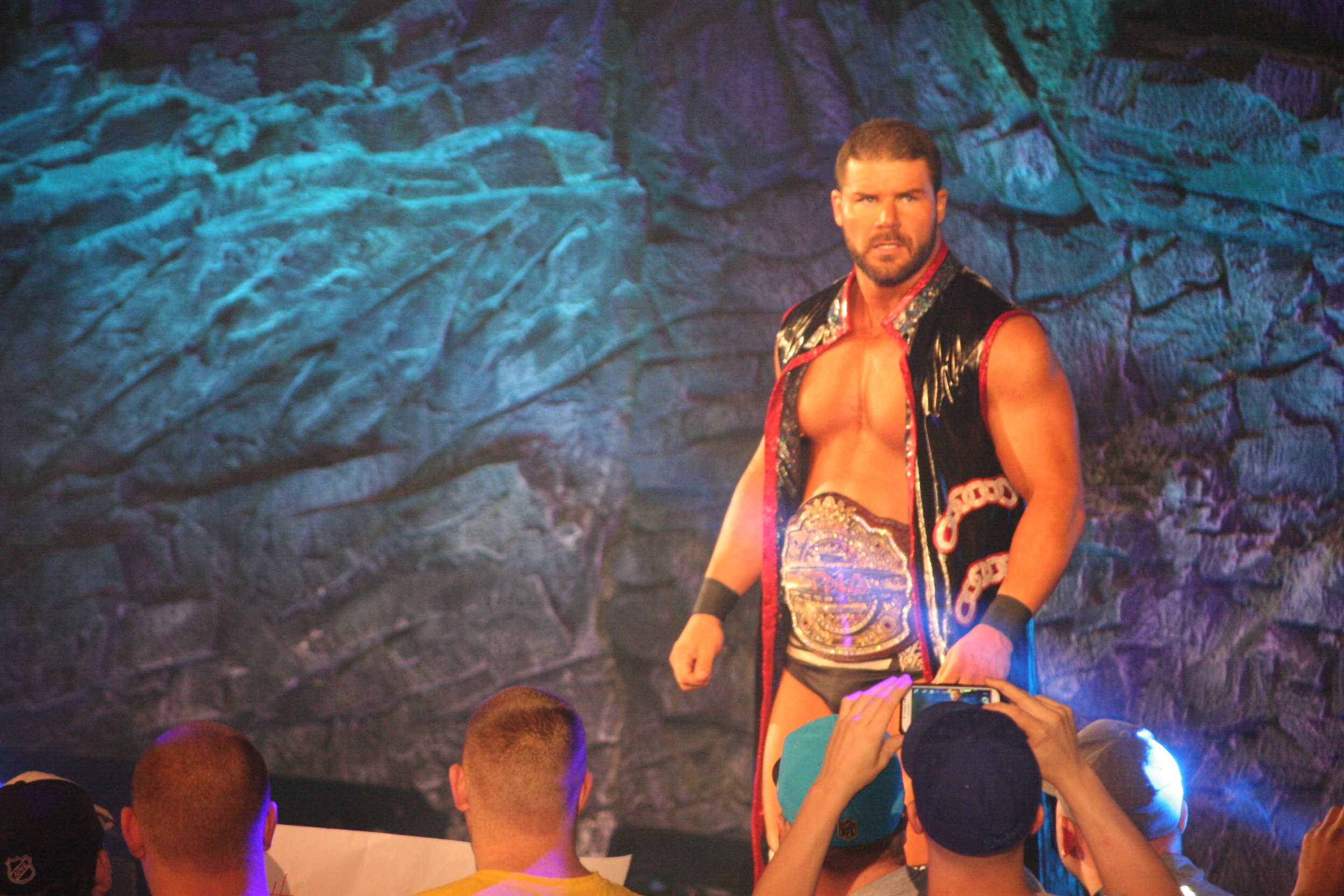
Roode en tant que TNA King of the Mountain Champion en 2015.

Le 28 juillet, il bat PJ Black et remporte le TNA King Of The Mountain Championship. Lors de Bound for Glory, il conserve son titre contre Lashley.
Lors de l'Impact Wrestling du 5 janvier 2016, il conserve son titre contre Bram et ce fait ensuite attaquer par ce dernier et Eric Young jusqu’au retour de son ancien partenaire, James Storm qui lui vient en aide. Puis il trinque ensemble, ce qui entraîne le retour de Beer Money.
La semaine suivante, il perd son titre contre Eric Young. Lors du Feast of Fired du 26 janvier 2016, James Storm remporte la mallette contenant le contrat pour le TNA World Tag Team Championship. Lors de l'Impact Wrestling du 8 février, ils battent The Wolves et remportent les TNA World Tag Team Championship pour la cinquième fois. Lors de l'Impact Wrestling du 26 avril, ils perdent les titres contre The Decay (Abyss et Crazzy Steve).
Le 20 mars 2016, après 12 années passés à la TNA, il annonce son départ de la fédération.

### House of Hardcore et Global Force Wrestling (2014–2016)
Lors de House of Hardcore VII, il conserve le TNA World Heavyweight Championship en battant Tommy Dreamer.
Lors de House of Hardcore VIII, il perd avec Austin Aries contre The Young Bucks. Le 18 juillet lors de House of Hardcore 9, il bat Pepper Parks. Lors de House of Hardcore 10, il perd contre Austin Aries. Lors de House of Hardcore 11, lui et Austin Aries perdent contre The Wolves et ne remportent pas les TNA World Tag Team Championship.
Lors de House of Hardcore 14, il bat Eric Young au cours d'un match qui avait Jimmy Korderas pour arbitre.

### World Wrestling Entertainment (2016-...)

#### NXT et NXT Champion (2016-2017)

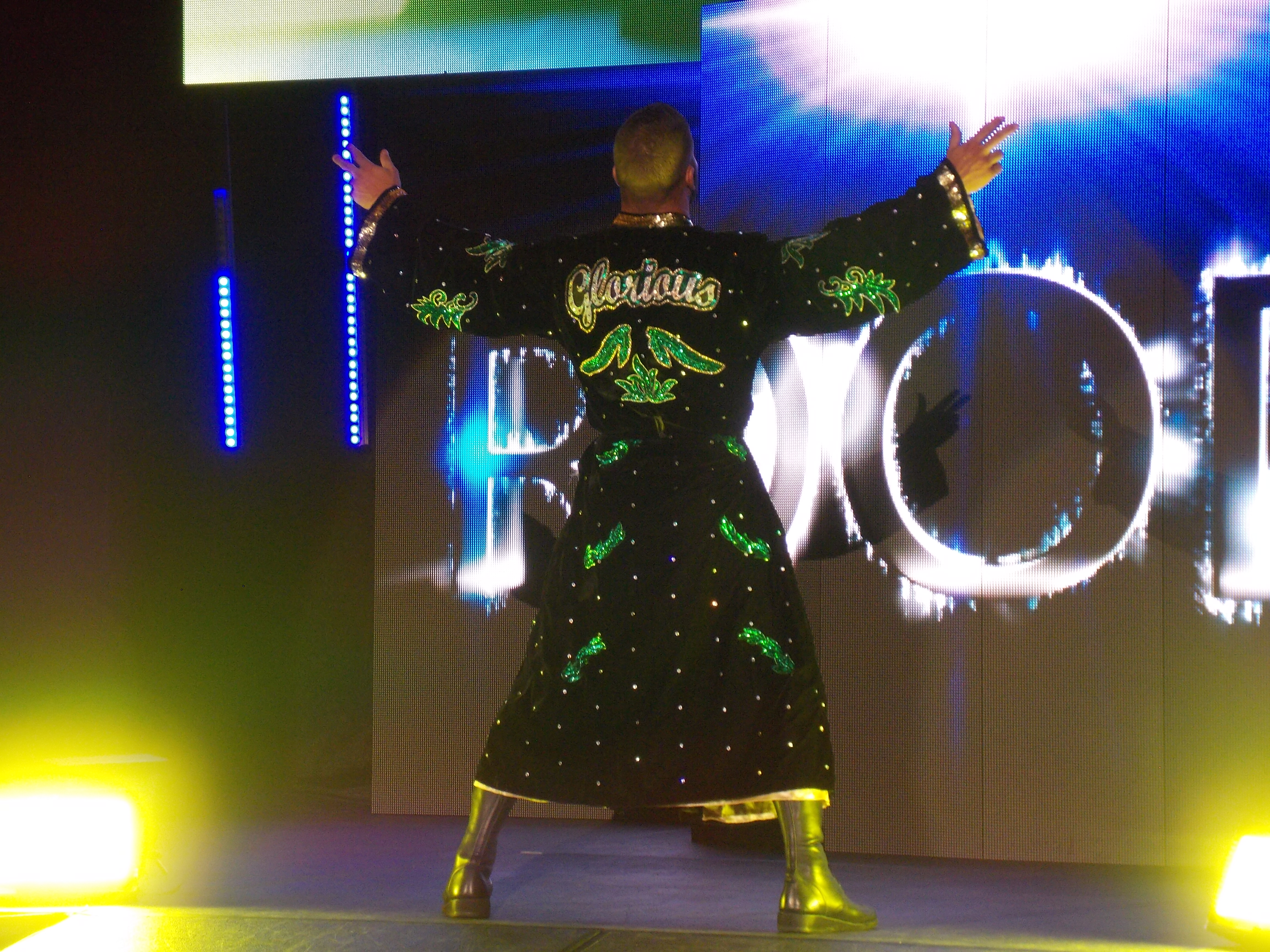
Roode faisant son entrée en septembre 2016

Le 1er avril 2016, Roode apparait dans le public au cours de NXT Takeover: Dallas. Cinq jours plus tard, la World Wrestling Entertainment (WWE) officialise la signature d'un contrat avec Roode.
Le 11 juin, Bobby Roode fait ses débuts en battant Angelo Dawkins à NXT lors d'un live event.
Il fait ses débuts télévisés le 3 août en déclarant qu'il est le nouveau visage de NXT et qu'il va rendre NXT "glorieux". À NXT Takeover Brooklyn II, il bat Andrade "Cien" Almas pour ses débuts en PPV. Avec l'annonce du Dusty Rhodes Classic, un tournoi par équipes, il propose à Tye Dillinger d'y combattre à ses côtés. Lors de leur match face à SAnitY, voyant Tye Dillinger se faire passer à tabac par ses adversaires, Roode l'abandonne et ils perdent le match, ce qui les élimine du tournoi. Il effectue donc un Heel Turn. Roode et Dillinger s'affronteront lors de NXT Takeover: Toronto. Lors du Pay-Per-View, Roode sort vainqueur.
Lors de NXT TakeOver: San Antonio, il bat Shinsuke Nakamura et remporte le NXT Championship. Lors de NXT Takeover: Orlando, il conserve son titre face au même adversaire. Lors de NXT Takeover: Chicago, il conserve son titre contre Hideo Itami. Lors de NXT TakeOver Brooklyn 3, il perd son titre contre Drew McIntyre.

#### Débuts àSmackDown Liveet rivalité avec Dolph Ziggler (2017)
Le 22 août 2017 à SmackDown Live, il fait ses débuts, en tant que Face (sans explication) dans le roster principal de la WWE, et bat Aiden English.
Le 8 octobre à Hell in a Cell, il bat Dolph Ziggler. Le 17 décembre à Clash of Champions, il ne remporte pas le titre des États-Unis de la WWE, battu par Dolph Ziggler dans un Triple Threat Match, qui inclut également Baron Corbin.

#### Champion des États-Unis de la WWE (2018)
Le 16 janvier 2018 à SmackDown Live, il devient le nouveau champion des États-Unis de la WWE en battant Jinder Mahal en finale du tournoi, remportant le titre pour la première fois de sa carrière. Le 28 janvier lors du pré-show au Royal Rumble, il conserve son titre en battant Mojo Rawley. Le 10 mars à Fastlane, il perd face à Randy Orton, ne conservant pas son titre. Le 13 mars à Mixed Match Challenge, Charlotte Flair et lui battent Lana et Rusev. Le 27 mars à Mixed Match Challenge, Becky Lynch et lui battent Sasha Banks et Finn Bálor. 
Le 3 avril lors de la finale de Mixed Match Challenge, Charlotte Flair et lui perdent face à Asuka et The Miz. Le 8 avril à WrestleMania 34, il ne remporte pas le titre des États-Unis de la WWE, battu par Jinder Mahal dans un Fatal 4-Way Match, qui inclut également Randy Orton et Rusev.

#### Alliance avec Chad Gable, Champion par équipe deRaw(2018-2019)
Le 16 avril à Raw, lors du Superstar Shake-Up, il rejoint officiellement le show rouge. Plus tard dans la soirée, Bobby Lashley, Braun Strowman, Finn Bálor, Seth Rollins et lui battent Bo Dallas, Curtis Axel, Kevin Owens, Sami Zayn et The Miz dans un 10-Man Tag Team Match. Le 27 avril au Greatest Royal Rumble, il entre dans le Royal Rumble en 25e position, élimine Scott Dawson et Goldust, avant d'être lui-même éliminé par Baron Corbin. Le 6 mai à Backlash, il attaque Elias en lui portant un Glorious DDT.  Le 17 juin à Mone in the Bank, il ne remporte pas la mallette, gagnée par Braun Strowman.
Le 3 septembre à Raw, Chad Gable et lui s'associent et battent The Ascension.
Le 18 novembre aux Survivor Series, l'équipe Raw (les Revival, la B-Team, Lucha House Party, l'Ascension et eux) perd face à l'équipe SmackDown (les Usos, le New Day, les Good Brothers, SAnitY et les Colóns) dans un 10-on-10 Tradtional Man's Survivor Series Tag Team Elimination Match. Le 10 décembre à Raw, Chad Gable et lui deviennent les nouveaux champions par équipe de Raw en battant Drake Maverick et les AOP dans un 2-on-3 Handicap Match. 
Le 27 janvier 2019 lors du pré-show au Royal Rumble, ils battent Rezar et Scott Dawson. Le 11 février à Raw, ils perdent face aux Revival, ne conservant pas leurs titres. Le 4 mars à Raw, ils effectuent un Heel Turn en attaquant les Revival, Ricochet et Aleister Black, faisant gagner la première équipe par disqualification face à la seconde. Le 10 mars à Fastlane, ils ne remportent pas les titres par équipe de Raw, battus par les Revival dans un Triple Threat tag Team Match, qui inclut également Ricochet et Aleister Black.
Le 7 avril lors du pré-show à WrestleMania 35, ils perdent la bataille royale en mémoire d'André le Géant, gagnée par Braun Strowman. Le 22 avril à Raw, après le transfert de Chad Gable à SmackDown Live, il abandonne le « Bobby » de son nom et se nomme dès à présent Robert Roode. Le même soir, il bat Ricochet. Le 20 mai à Raw, il devient le second Champion 24/7 de la WWE en battant Titus O'Neil sur la rampe d'entrée de l'émission. Il perdra le titre, plus tard dans la soirée, face à R-Truth.

#### Alliance avec Dolph Ziggler, double champion par équipe deRaw, champion par équipe deSmackDownet blessure (2019-2023)
Le 26 août à Raw, Dolph Ziggler et lui forment une équipe et remportent un 8-Man Tag Team Turmoil Match, devenant ainsi les nouveaux aspirants n°1 pour les titres par équipe de Raw à Clash of Champions. Le 15 septembre à Clash of Champions, ils deviennent les nouveaux Champions par équipe de Raw en battant Seth Rollins et Braun Strowman. 
Le 14 octobre à Raw, ils perdent face aux Viking Raiders (Erik et Ivar), ne conservant pas leurs titres. Plus tard dans la soirée, ils sont draftés à SmackDown. Le 10 décembre, il est suspendu pour 30 jours par la WWE, pour une première violation du programme de bien-être de la compagnie.
Le 26 janvier 2020 au Royal Rumble, il entre dans le Royal Rumble masculin en 4e position, mais se fait éliminer par Brock Lesnar. Le 8 mars à Elimination Chamber, Dolph Ziggler et lui ne remportent pas les titres par équipe de SmackDown, battus par John Morrison et The Miz dans un Elimination Chamber Match, qui inclut également les Usos, le New Day, Heavy Machinery et Lucha House Party.
Le 22 juin à Raw, son partenaire et lui sont officiellement transférés au show rouge, à la suite de l'échange avec AJ Styles qui rejoint SmackDown.[réf. nécessaire]
Le 28 septembre à Raw, il effectue son retour au show rouge. Il répond au défi ouvert de Drew McIntyre pour le titre de la WWE, mais ne remporte pas le titre, battu par ce dernier.
Le 12 octobre à Raw, Dolph Ziggler et lui sont annoncés être transférés au show bleu par Stephanie McMahon. Après cette annonce, ils ne remportent pas les titres par équipe de Raw, battus par le New Day. Le 22 novembre lors du pré-show aux Survivor Series, il ne remporte pas la Dual Brant Battle Royal, battu par le Miz.
Le 8 janvier 2021 à SmackDown, Dolph Ziggler et lui deviennent les nouveaux champions par équipe de SmackDown en battant les Street Profits.
Le 9 avril à SmackDown special WrestleMania, ils conservent leurs titres en battant Otis, Chad Gable, Dominik Mysterio, Rey Mysterio et les Street Profits dans un Fatal 4-Way Tag Team Match. Le 16 mai à WrestleMania Backlash, ils perdent face à Los Mysterios (Dominik Mysterio et Rey Mysterio), ne conservant pas leurs titres.
Le 5 octobre, il est annoncé être officiellement transféré au show rouge.[réf. nécessaire]
Le 21 novembre aux Survivor Series, il ne remporte pas la Dual Brant Battle Royal, gagnée par Omos.
Le 29 janvier 2022 au Royal Rumble, il entre dans le Royal Rumble masculin en 4e position, mais se fait éliminer par AJ Styles.
Le 1er avril à WrestleMania SmackDown, il ne remporte pas la Andre the Giant Memorial Battle Royal, gagnée par Madcap Moss. Le 6 juin à Raw, Dolph Ziggler et lui effectuent leur retour ensemble, en tant que Face, et sont interviewés par Kevin Patrick, mais sont interrompus par MVP, sur lequel son partenaire porte son Superkick.
En décembre 2022 et en mai 2023, il subit des opérations de la nuque et doit resté éloigné du ring pour une durée indéterminée.

#### Producteur et retraite (2024-...)
En février 2024, il dit avoir reçu le feu vert des médecins pour remonter sur le ring, mais déclare ne pas en avoir l'intention et préfère se concentrer désormais sur une carrière de producteur pour les shows hebdomadaires.

## Palmarès
- All–Canadian Pro Wrestling
  - 1 fois ACPW Heavyweight Champion
- Atlantic Coast Wrestling
  - 1 fois ACW International Heavyweight Champion
- Border City Wrestling
  - 1 fois BCW Can-Am Heavyweight Champion
  - 1 fois BCW Can-Am Tag Team Champion avec Petey Williams
- Maritime Wrestling
  - Maritime Cup (2003)
- NWA Shockwave
  - 1 fois NWA Cyberspace Heavyweight Champion
- Prime Time Wrestling
  - 1 fois PTW Heavyweight Champion
- Real Action Wrestling
  - 4 fois RAW Heavyweight Champion
- Twin Wrestling Entertainment
  - 1 fois TWE Heavyweight Champion
- Total Nonstop Action Wrestling
  - 2 fois TNA World Heavyweight Championship[90] (plus long règne)
  - 1 fois TNA King Of The Mountain Championship
  - 6 fois TNA World Tag Team Championship avec James Storm (5) et Austin Aries (1)[91]
  - 2 fois NWA World Tag Team Championship avec Eric Young
  - Team 3D Invitational Tag Team Tournament (2009) avec James Storm
  - Gagnant du Bound for Glory Series (2011)
  - TNA Heavyweight Champions Tournament (2013)
- Universal Wrestling Alliance
  - 2 fois UWA Heavyweight Champion
  - 1 fois UWA Tag Team Champion avec Petey Williams
- World Wrestling Entertainement
  - 1 fois Champion de la NXT
  - 1 fois Champion des États-Unis de la WWE
  - 1 fois Champion 24/7 de la WWE
  - 2 fois Champion par équipe de Raw -  avec Chad Gable (1) et Dolph Ziggler (1)
  - 1 fois Champion par équipe de SmackDown - avec Dolph Ziggler

## Récompenses des magazines
- Pro Wrestling Illustrated
  - Équipe de l'année en 2008 et 2011 - avec James Storm

| Année | 2002 | 2003 | 2004 | 2005 | 2006 | 2007 | 2008 | 2009 | 2010 | 2011 | 2012 | 2013 | 2014 | 2015 | 2016 | 2017 | 2018 | 2019 | 2020 | 2021 |
| ----- | ---- | ---- | ---- | ---- | ---- | ---- | ---- | ---- | ---- | ---- | ---- | ---- | ---- | ---- | ---- | ---- | ---- | ---- | ---- | ---- |
| Rang  | 199  | 198  | 163  | 55   | 165  | 71   | 38   | 55   | 51   | 30   | 2    | 24   | 36   | 22   | 70   | 9    | 22   | 51   | 212  | 293  |